# Eulophia brenanii
Eulophia brenanii là một loài thực vật có hoa trong họ Lan. Loài này được P.J.Cribb & la Croix mô tả khoa học đầu tiên năm 1998.